# Vaitheeswarankoil
Vaitheeswarankoil (ook wel gespeld als Vaitheeswarankovil) is een panchayatdorp in het district Mayiladuthurai van de Indiase staat Tamil Nadu. 

## Demografie
Volgens de Indiase volkstelling van 2001 wonen er 7.522 mensen in Vaitheeswarankoil, waarvan 50% mannelijk en 50% vrouwelijk is. De plaats heeft een alfabetiseringsgraad van 73%.